# خروج واحدهای ارتش سرخ از ایران (فیلم ۱۹۴۶)
خروج واحدهای ارتش سرخ از ایران نام فیلم مستندی است که در سال ۱۹۴۶ توسط اتحاد جماهیر شوروی ساخته شده‌است.

## موضوع فیلم
این فیلم به موضوع خروج واحدهای ارتش سرخ از ایران و بازگشت آنها به شوروری می‌پردازد.